# 829
829 (DCCCXXIX) je bilo navadno leto, ki se je po julijanskem koledarju začelo na petek.

## Dogodki
- Švedska sprejme krščanstvo.
- Saraceni plenijo po Dalmaciji.

## Smrti
- 2. oktober - Mihael II. Amorijec, bizantinski cesar (* 770)